# Ugia scopulina
Ugia scopulina är en fjärilsart som beskrevs av George Francis Hampson 1926. Ugia scopulina ingår i släktet Ugia och familjen nattflyn. Inga underarter finns listade i Catalogue of Life.